# Heliocypha
Heliocypha – rodzaj ważek z rodziny Chlorocyphidae.

## Podział systematyczny
Do rodzaju należą następujące gatunki:
- Heliocypha angusta (Hagen in Selys, 1853)
- Heliocypha biforata (Selys, 1859)
- Heliocypha biseriata (Selys, 1859)
- Heliocypha bisignata (Hagen in Selys, 1853)
- Heliocypha fenestrata (Burmeister, 1839)
- Heliocypha mariae (Lieftinck, 1930)
- Heliocypha nubecula (Lieftinck, 1948)
- Heliocypha perforata (Percheron in Guérin-Meneville & Percheron, 1835)
- Heliocypha vantoli Hämäläinen, 2016